# Dielheim
Dielheim is een plaats in de Duitse deelstaat Baden-Württemberg, en maakt deel uit van het Rhein-Neckar-Kreis. Dielheim vormt een "Verwaltungsgemeinschaft" met het nabijgelegen Wiesloch.
Dielheim telt 9.078 inwoners.
Tot Dielheim behoren de dorpen Dielheim, Balzfeld en Horrenberg, beide ten oosten van Dielheim. Ten noorden van Horrenberg liggen nog de kleine dorpen Unterhof en Oberhof.
De gemeente ligt aan de Autobahn A6. Bij de zuidwestelijke buurgemeente Rauenberg ligt afrit 32 van deze autosnelweg.
De gemeente heeft een streekbusverbinding met Sinsheim.
Het dorp ligt in de streek Kraichgau en heeft het geschiedkundige lief, en vooral leed, van deze streek ondergaan. Dielheim werd, anders dan de oostelijke buurgemeentes, bestuurd door vazallen van het Prinsbisdom Spiers. Daarom zijn de christenen in het dorp, ook na de Reformatie in de 16e eeuw, overwegend rooms-katholiek gebleven. Sedert omstreeks 1970 zijn de dorpen in de gemeente hoofdzakelijk woonforensenplaatsen, waar mensen wonen, die een baan in omliggende steden hebben.

## Monumentale kerkgebouwen in de gemeente

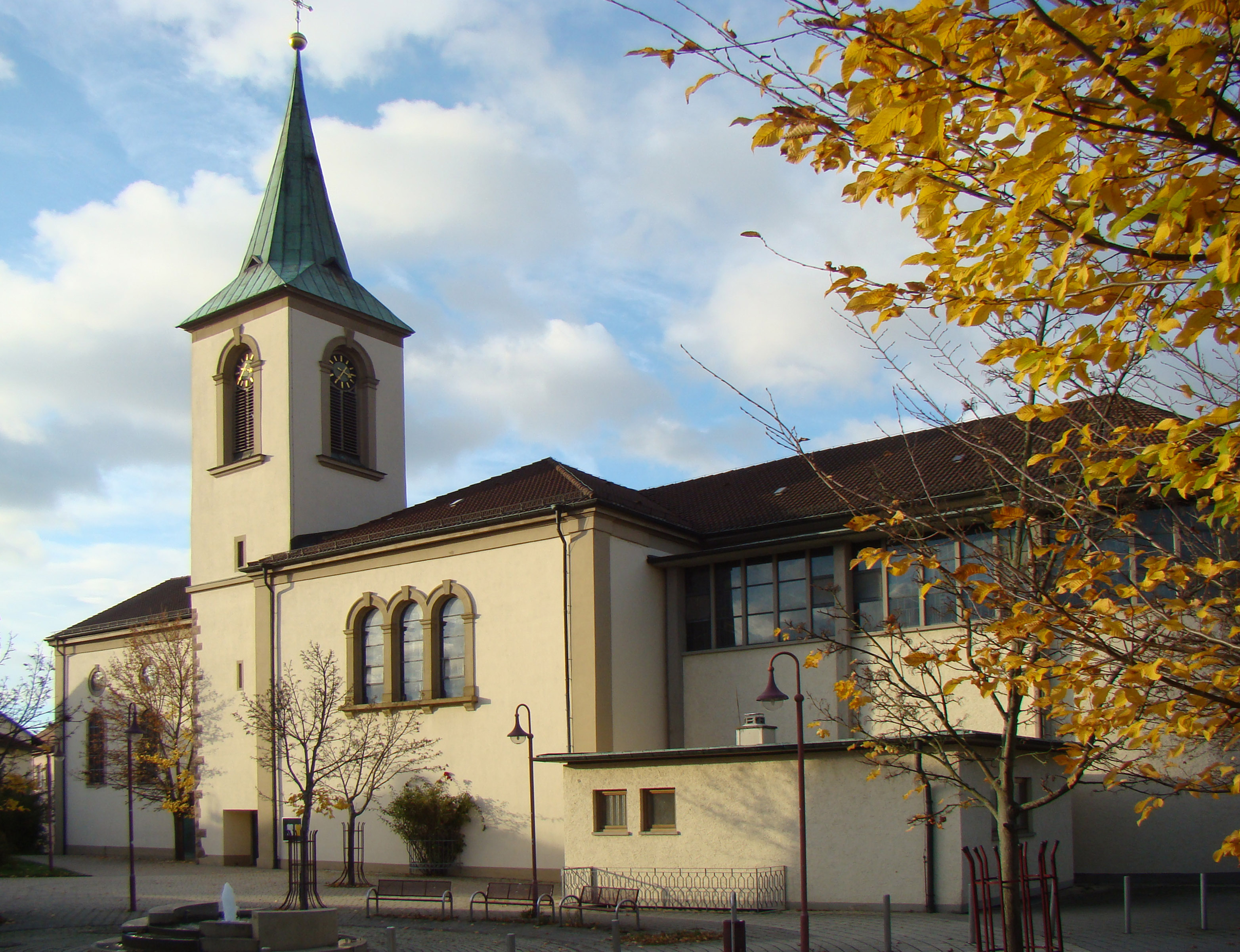
R.K. St. Cyriacuskerk, Dielheim
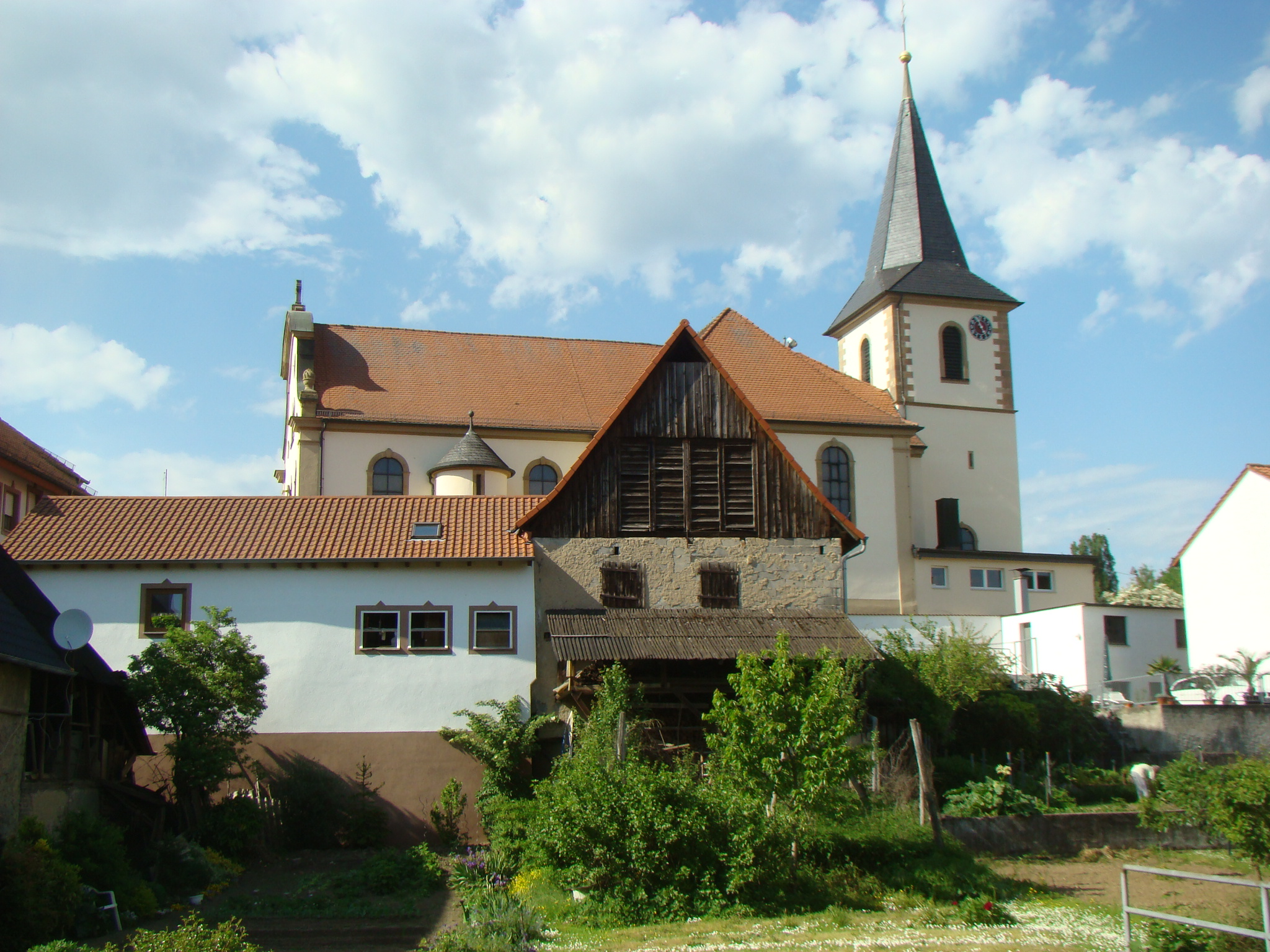
R.K. kerk te Balzfeld
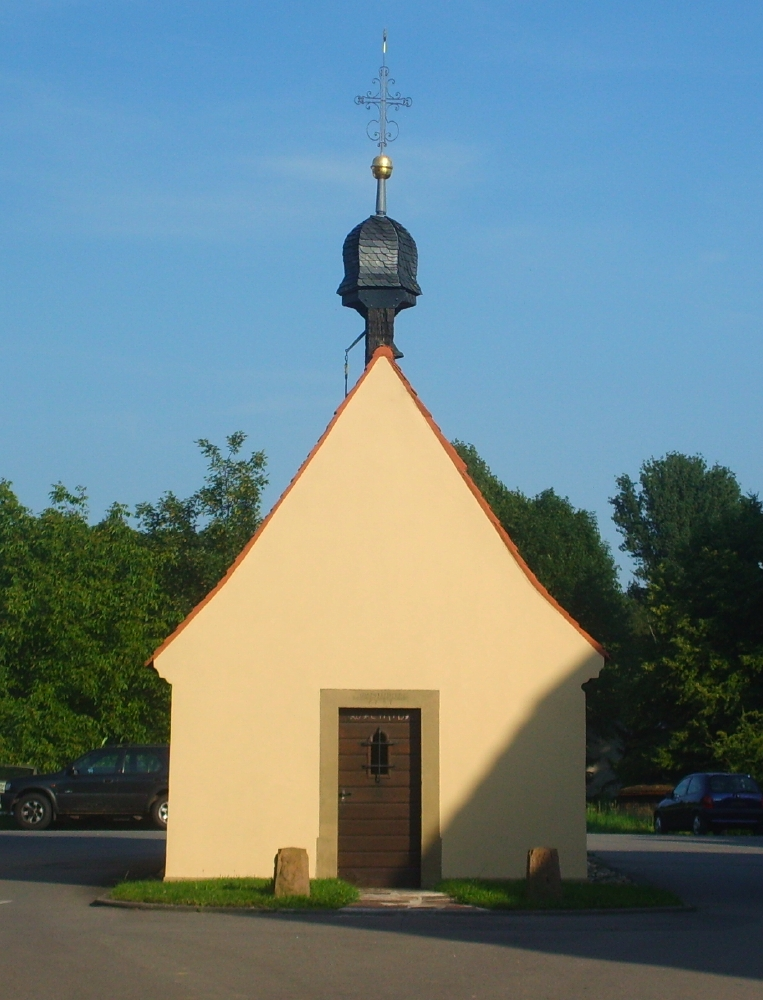
Kapel te  Oberhof (1787)

## Partnergemeentes
Dielheim onderhoudt jumelages met:
- Saint-Nicolas-de-Port, Frankrijk
- Lengyeltóti, Hongarije (sedert 1995).

Altlußheim · Angelbachtal · Bammental · Brühl · Dielheim · Dossenheim · Eberbach · Edingen-Neckarhausen · Epfenbach · Eppelheim · Eschelbronn · Gaiberg · Heddesbach · Heddesheim · Heiligkreuzsteinach · Helmstadt-Bargen · Hemsbach · Hirschberg an der Bergstraße · Hockenheim · Ilvesheim · Ketsch · Ladenburg · Laudenbach · Leimen · Lobbach · Malsch · Mauer · Meckesheim · Mühlhausen · Neckarbischofsheim · Neckargemünd · Neidenstein · Neulußheim · Nußloch · Oftersheim · Plankstadt · Rauenberg · Reichartshausen · Reilingen · Sandhausen · Schönau · Schönbrunn · Schriesheim · Schwetzingen · Sinsheim · Spechbach · St. Leon-Rot · Waibstadt · Walldorf · Weinheim · Wiesenbach · Wiesloch · Wilhelmsfeld · Zuzenhausen